# 呉尊
呉尊（ウー・ズン、Wu Chun、Joseph Wu、1979年10月10日 - ）は、台湾を中心に中華圏で活動している俳優。身長181cm、体重72kg。

## 略歴
祖父の代に福建省金門県からブルネイに移民した華僑の子孫。民族は漢民族で、ブルネイの人口の15%を占める中国系にあたる。地元では中華学校に通い、その後オーストラリアのロイヤルメルボルン工科大学で経営学を学ぶ。
2005年1月、台湾旅行中に台北市の華納威秀影城を訪れた際、S.H.Eの陳嘉樺（エラ）の姉妹とその男友達であるプロデューサー黄萬伯の目にとまり、台湾でドラマ化される予定だった東方茱麗葉のオーディションをすすめられる。オーディションに合格し、主役の紀風亮を演じて俳優業を始めた他、台湾とシンガポールでモデル業も始めた。同年12月に飛輪海のメンバーとしてデビュー。ここではバスのボーカルを担当。
2011年6月21日、所属するレコード会社が、俳優業に専念し家族とより多くの時間を過ごすために飛輪海から脱退することを発表する。
2013年10月1日、既婚者で3歳の娘がいること、第2子の男児が生まれる予定であることを電撃発表した。

## エピソード
- バスケットボールブルネイ代表のキャプテンとして活躍し、姚明とも対戦。
- ブルネイと中国でトレーニングジムフットネス・ゾーンを4軒(キウラップ店、ザ・モール店、セルソプ店、上海店)経営。顧客にはハサナル・ボルキア国王もいる。
- マレーシアで2008年度青年企業家賞を受賞。
- 6つ星のパーム・ガーデン・ホテルを所有。
- ブルネイでの愛車はランボルギーニ・ガヤルドで、他に赤のフェラーリ、青のインプレッサも所有。
- 祖父は三菱自動車の販売店GHKモーターズを経営、父親は中華圏、ブルネイ両地で不動産業を営んでいる。一家は毎年ブルネイ王室の様々な催しに参加し、同国を代表する富豪といわれている。
- 美肌の持ち主で、ポンズのイメージキャラクターにも抜擢された経験を持つ。

## 出演作品

### ドラマ
- 終極一班（2005年）（ゲスト出演）
- 東京ジュリエット（原作:北川みゆき『東京ジュリエット』）（2006年） - 紀風亮 役
- 花ざかりの君たちへ（原作:中條比紗也『花ざかりの君たちへ』）（2006年） - 左以泉（ツオ・イーチュアン） 役
- イタズラなKiss（原作:多田かおる『イタズラなKiss』）（2007年） エキストラ出演
- 終極一家（2007年）
- ろまんす五段活用（原作:藤田和子『ろまんす五段活用』）（2007年） - 南風瑾 役
- ホット・ショット（2008年） - 無極尊（ウージー・ズン） 役
- 陽光天使（2011年） - 狄雅辛 役
- 金田一少年の事件簿 - リー・バイロン 役
  - 香港九龍財宝殺人事件（2013年）
  - 獄門塾殺人事件（2014年）
- 神龍〈シェンロン〉 -Martial Universe-（2018年）

### 映画
- バタフライ・ラヴァーズ（武俠梁祝 Butterfly Lovers）（2008年） - 梁仲山 役
- 処刑剣 14BLADES（錦衣衛）（2010年） - 大漠判官 役
- マイ・キングダム（大武生 My Kingdom）（2011年） - 關一龍 役 ※2011カンヌ国際映画祭出品作品
- 開心魔法 Magic To Win（2012年） - 凌楓 役
- 楊家将〜烈士七兄弟の伝説〜（2013年） - 六男・楊延昭 役
- 楊貴妃 レディ・オブ・ザ・ダイナスティ（2015年） - 寿王 役
- ガーディアンズ 呪われた地下宮殿（2017年）

### バラエティ番組
- 爸爸回來了（2014年）

## 音楽作品
- 飛輪海の項目参照